# میندسیژتس پودلاسکی
میِندسیژتس پودلاسکی (به لهستانی: Międzyrzec Podlaski) (به ییدیش: מעזריטש) (به لاتین: Meserici) (به بلاروسی: Міжрэчча) (به آلمانی: Meseritz) (به لتونیایی: Meņdzižeca Podlaska) (به لیتوانیایی: Palenkės Mendzyžecas) (به اوکراینی: Межиріччя) یکی از شهرهای استان لوبلین در لهستان است. جمعیت این شهر در سال ۲۰۰۶ بالغ بر ۱۷٬۱۶۲ نفر بوده‌است. مساحت آن نیز ۲۰٫۰۳ کیلومتر مربع است.